# Syncarpia
Syncarpia é um género botânico pertencente à família Myrtaceae.